# Bataille d'Algésiras (1801)
Pour les articles homonymes, voir Bataille d'Algésiras.
Deuxième Coalition
Batailles
Guerre de la Deuxième Coalition
- St George's Caye (navale) (09-1798)
- Nicopolis (10-1798)
- Corfou (11-1798)
- Copenhague (navale) (04-1801)
- Algésiras (navale) (06-1801)

Campagne de Hollande
- Callantsoog (08-1799)
- Vlieter (08-1799)
- Zyp (09-1799)
- Bergen (09-1799)
- Alkmaar (10-1799)
- Castricum (10-1799)

Campagne de Suisse
- Ostrach (03-1799)
- Feldkirch (03-1799)
- 1re Stockach (03-1799)
- Frauenfeld (05-1799) (en)
- Winterthour (05-1799)
- 1re Zurich (06-1799)
- Schwytz (08-1799)
- Amsteg (08-1799) (en)
- Saint-Gothard (09-1799)
- 2e Zurich (09-1799)
- Linth (09-1799) (en)
- Muten (10-1799) (ru)
- Engen (05-1800)
- 2e Stockach (05-1800)
- Moesskirch (05-1800)
- Biberach (05-1800)
- Erbach (05-1800)
- Höchstädt (06-1800)
- Ampfing (12-1800)
- Hohenlinden (12-1800)

Campagne d'Égypte
- Malte 1 (06-1798)
- Malte 2 (06-1798)
- Alexandrie (07-1798)
- Chebreiss (07-1798)
- Pyramides (07-1798)
- 1re Aboukir (08-1798)
- Salheyeh (08-1798)
- Malte 3 (09-1798)
- Sédiman (10-1798)
- Caire (10-1798)
- Samanouth (01-1799)
- El Arish (02-1799)
- Syène (02-1799)
- Jaffa (03-1799)
- Saint-Jean-d'Acre (03-1799)
- Mont-Thabor (04-1799)
- 2e Aboukir (07-1799)
- Damiette (11-1799)
- Héliopolis (03-1800)
- 3e Aboukir (03-1801)
- Mandora (03-1801)
- Canope (03-1801)
- Fort Jullien (04-1801)
- Le Caire (06-1801) (en)
- Alexandrie (08-1801)

2e Campagne d'Italie
- Vérone (03-1799)
- Magnano (04-1799)
- Cassano (04-1799)
- Mantoue (04-1799)
- Bassignana (05-1799)
- 1re Marengo (05-1799) (en)
- Modène (06-1799) (en)
- Trebbia (06-1799)
- 2e Marengo (06-1799) (en)
- Novi 1 (08-1799)
- Rome (09-1799)
- Mannheim (09-1799) (en)
- Novi 2 (10-1799) (en)
- Genola (11-1799)
- Gênes (04-1800)
- Sassello (04-1800) (en)
- Fort Bard (05-1800)
- Verceil (05-1800)
- Turbigo (05-1800)
- Montebello (06-1800)
- 3e Marengo (06-1800)
- Pozzolo (12-1800)

La bataille d’Algésiras est un combat naval qui a lieu dans la baie de Gibraltar en juillet 1801. La bataille se déroule en deux parties distinctes, séparées de plusieurs jours, et se joue entre les forces alliées françaises et espagnoles contre les forces britanniques. Le port espagnol d’Algésiras et le port britannique de Gibraltar se font face l'un à l'autre de chaque côté de la baie de Gibraltar et ne sont séparés que de quelques kilomètres.

## Première bataille
Après les affaires de Portoferraio et de l'île d'Elbe, le contre-amiral Linois reconduit à Toulon trois navires de ligne atteints d'épidémie de fièvre jaune, le Formidable, l'Indomptable et le Desaix. Le 13 juin 1801, il repart en mer avec les mêmes bâtiments ainsi que la frégate Muiron pour aller à Cadix se joindre à l'escadre espagnole. Il a à son bord 1 600 hommes de troupe.
Il capture sur sa route un brick anglais de 14 canons et de 64 hommes d'équipage, le HMS Speedy commandé par Lord Cochrane. Arrivé à l'entrée du détroit de Gibraltar, Linois apprend par un bateau expédié de la côte qu'il est menacé par deux escadres britanniques, l'une venant de Cadix et l'autre du large. Il décide de se réfugier dans la baie de Gibraltar, et mouille le 4 juillet 1801 au soir dans la rade d'Algésiras protégée par les canons de quatre forteresses côtières. Le 6 juillet, l'escadre britannique forte de six navires de ligne commandée par James Saumarez sort de Gibraltar pour attaquer l'escadre française.
Forces britanniques :
- Caesar, 80 canons (navire amiral de James Saumarez, avec le capitaine Jahleel Brenton)
- Pompee, 74 canons (capitaine Charles Stirling)
- Spencer (en), 74 canons (capitaine Henry D'Esterre Darby)
- Venerable, 74 canons (capitaine Samuel Hood)
- Hannibal (en), 74 canons (capitaine Solomon Ferris (en))
- Audacious, 74 canons (capitaine Shuldham Peard (en))

Forces françaises :
- Formidable, 80 canons (navire-amiral de Linois, avec le capitaine Laindet-Lalonde †)
- Indomptable, 80 canons (capitaine Moncousu †)
- Desaix, 74 canons (capitaine Jean-Anne Christy de la Pallière)
- Frégate Muiron, 40 canons (capitaine André Jules François de Martineng)

Les Britanniques se mettent en ligne face à l'escadre française qui a mouillé entre les batteries de l'île Verte (en) et de Santiago (es). Le vaisseau anglais HMS Hannibal ayant appareillé, le contre-amiral Linois fit le signal de couper les câbles et les navires français se trouvèrent embossés. Néanmoins, le HMS Hannibal s'échoua sous l’île Verte. Le contre-amiral Saumarez coupa alors ses propres câbles et prit le large. Le HMS Hannibal se rendit dès qu'il vit les vaisseaux anglais s'éloigner.
Cette bataille est rapportée ainsi dans Le Moniteur du 30 messidor an IX (19 juillet 1801) :
« Le contre-amiral Linois, avec trois vaisseaux, le Formidable et l’Indomptable, de 80 canons, capitaines Laindet-Lalonde et Moscousu, le Desaix, de 74 canons, capitaine Christi-Pallière, et la frégate la Muiron, de 18, capitaine Martinenq, après avoir donné la chasse aux vaisseaux ennemis qui croisaient sur les côtes de Provence, s'est présenté devant Gibraltar au moment où une escadre britannique de six vaisseaux y arrivait. Le 15 messidor, le contre-amiral Linois était mouillé dans la baie d'Algésiras, s'attendant à être attaqué, le lendemain matin. Dans la nuit, il a débarqué le général de brigade Deveaux, avec une partie des troupes, pour armer les batteries de la rade.

Le 16, à huit heures du matin, la canonnade a commencé contre les six vaisseaux britanniques, qui n'ont pas tardé à venir s'embosser à portée de fusil des vaisseaux français. Le combat s'est alors chaudement engagé. Les deux escadres paraissaient également animées de la résolution de vaincre. Si l'escadre française avait quelque avantage par sa position, l'escadre britannique était d'une force double, et avait plusieurs vaisseaux de quatre-vingt-dix. Déjà le vaisseau britannique l'Annibal était parvenu à se placer entre l'escadre française et la terre. Il était onze heures et demie : c'était le moment décisif. Depuis deux heures le Formidable, que montait le contre-amiral Linois, tenait tête à trois vaisseaux britanniques. Un des vaisseaux de l'escadre britannique qui était embossé vis-à-vis d'un des vaisseaux français, y ramena son pavillon à onze heures trois quarts. Un instant après, l'Annibal, exposé au feu des batteries des trois vaisseaux français qui tiraient des deux bords, amena aussi le sien. À midi et demi, l'escadre britannique coupa ses câbles et gagna le large. Le vaisseau l'Annibal a été amariné par le Formidable. Sur 600 hommes d'équipage, 300 ont été tués. Le premier vaisseau britannique qui avait amené son pavillon a été dégagé par une grande quantité de chaloupes canonnières et autres embarcations envoyées de Gibraltar. Le combat couvre de gloire l'armée française, et atteste ce qu'elle peut faire. Le contre-amiral Linois doit être à Cadix avec l'Annibal pour le réparer. »
Le 9 thermidor (28 juillet 1801), le chef du gouvernement donnait à l'amiral Linois un témoignage officiel de la satisfaction de la République par l'arrêté suivant :
« Brevet d'Honneur.

Bonaparte, Premier consul, considérant que le contre-amiral Linois a si habilement fait usage des moyens militaires et maritimes qui étaient à sa disposition et qu'il a déployé tant de courage que, malgré l'inégalité de ses forces, il ne s'est pas borné à une défense glorieuse, mais qu'il est parvenu à désemparer entièrement l'escadre britannique, à contraindre deux vaisseaux de soixante-quatorze d'amener leur pavillon et à s'emparer du vaisseau l'Annibal ; voulant récompenser un fait de guerre aussi honorable pour les armes de la République que pour l'officier général à qui le commandement de la division était confié, décerne, à titre de récompense nationale, au contre-amiral Linois un sabre d'honneur.
 »

## Deuxième bataille

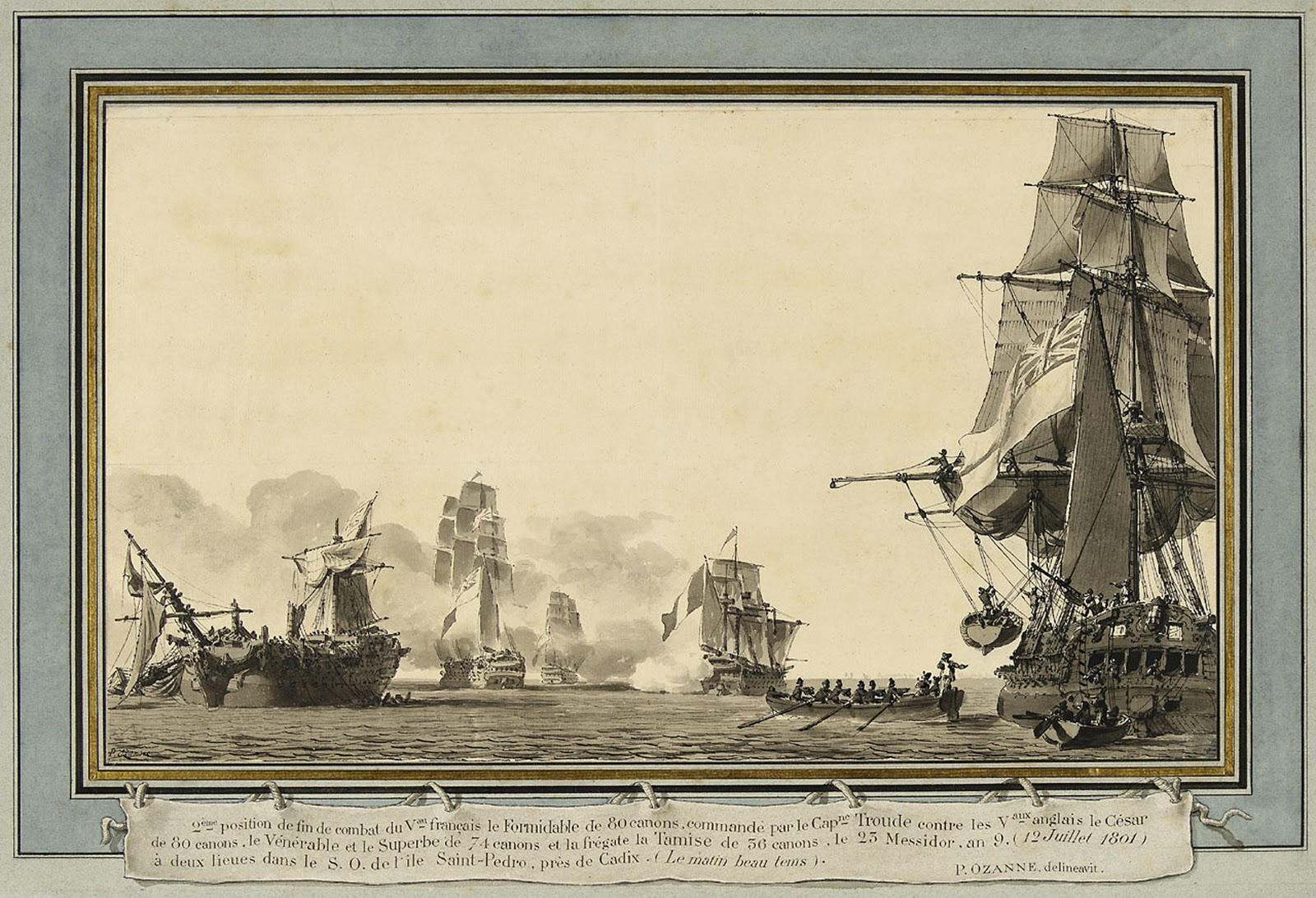
Le combat du 12 juillet 1801. À gauche : le HMS Venerable démâté secouru par un autre navire anglais. Au fond, le Formidable qui tire encore.

Le 12 juillet 1801, Linois décide de prendre la mer pour Cadix. Son escadre a été renforcée par cinq navires de ligne espagnols et un navire de ligne français (le Saint-Antoine (en)) : le lieutenant général espagnol Juan Joaquín Moreno de Mondragón (es) prend le commandement de l'escadre combinée et transfère son pavillon sur la frégate Santa Sabina. Saumarez ordonne la poursuite mais les navires anglais endommagés ne peuvent les rattraper. Cependant l'amiral anglais ordonne au HMS Superb, un 74 canons absent de la première bataille et qui a rejoint Gibraltar entre-temps, de se détacher de la flotte et lui laisse toute latitude d'engager la flotte franco-espagnole.
À la nuit tombée, le navire anglais se faufile entre le San Hermenegildo (en) et le Real Carlos, deux navires espagnols de 112 canons, et les attaque tous les deux. À la faveur de l'obscurité et de la confusion causée par les échanges de tirs, le HMS Superb s'échappe sans être remarqué et les navires espagnols continuent à tirer l'un sur l'autre jusqu'à se couler mutuellement. Le Superb engage ensuite le combat contre le 74 canon français Saint Antoine et le capture avec l'aide des HMS Caesar, Spencer et Venerable.
Le Formidable, quant à lui, se trouve isolé. Ayant davantage souffert des combats du 6 juin, il est distancé par la flotte franco-espagnole. Attaqué par trois navires de ligne et une frégate, il réussit à désemparer le HMS Venerable et à repousser les assauts anglais. Il rentrera finalement à Cadix.

## Conséquences
En fin de compte, les flottes française et espagnole parviennent, bien qu'après de lourdes pertes, à leur objectif de s'unir à Cadix. Néanmoins, elles restent sous blocus et n'ont la capacité de réaliser ni les plans égyptiens ni les plans portugais. Les deux batailles, généralement considérées comme une seule liée, se sont révélées décisives pour consolider le contrôle britannique de la mer Méditerranée et condamner l'armée française en Égypte à la défaite en l'absence des renforts de la marine française.
Le lieutenant général Juan Joaquín Moreno, que les Français rendent volontiers responsable de la désastreuse bataille nocturne, reçoit pourtant, à son retour à Madrid, les félicitations du roi Charles IV et de la cour. Il rentre ensuite à Cadix pour y reprendre le commandement de la flotte jusqu'à la conclusion de la paix.

### Source partielle
- Charles Mullié, Biographie des célébrités militaires des armées de terre et de mer de 1789 à 1850, 1852 [détail de l’édition].
- O. Troude, Batailles navales de la France, vol. 3.
- F. P. Pavia, « Biografia del Teniente General de la Armada D. Juan Joaquín Moreno », in La Marina, Revista Científica, t. 1, Madrid, 1856, p. 421-431